# George Lebese
George Lebese (sinh ngày 3 tháng 2 năm 1989) là một cầu thủ bóng đá người Nam Phi thi đấu chuyên nghiệp cho Mamelodi Sundowns, ở vị trí tiền vệ chạy cánh trái.

## Sự nghiệp câu lạc bộ
Sinh ra ở Mamelodi, Lebese dành sự nghiệp ban đầu với Jusben, Khona Lapho và Arcadia Shepherds. Lebese gia nhập Kaizer Chiefs đầu mùa giải 2008–09. Anh ký hợp đồng cho Mamelodi Sundowns vào tháng 8 năm 2017.

## Sự nghiệp quốc tế
Anh được triệu tập lần đầu tiên vào đội tuyển quốc gia Nam Phi vào tháng 11 năm 2011, có màn ra mắt quốc tế trước Bờ Biển Ngà vào ngày 11 tháng 11 năm 2011.